# マーキュリー (自動車)
マーキュリー（Mercury ）はアメリカのフォード・モーター社が1938年から生産していた自動車のブランド名。
最終的にはアメリカ合衆国、メキシコ、プエルトリコ、アメリカ領ヴァージン諸島、中東のみで展開されていたが、一般向けは2010年10月3日に最後の1台であるマリナーの生産が終了し、レンタカー向けも2011年1月4日に最後の1台となったグランドマーキーが生産ラインを離れ、70年以上にわたるブランドの歴史に幕を閉じた。

## 概要
フォード・モーター社のラインナップにおいて、大衆車ブランドのフォードと高級車ブランドのリンカーンの中間に位置づけられた、中級～準高級カテゴリーの車種であった。ブランド名の由来はローマ神話に登場する商業神メルクリウスの英語名にちなんだものである。

## 歴史

### 導入へのいきさつ

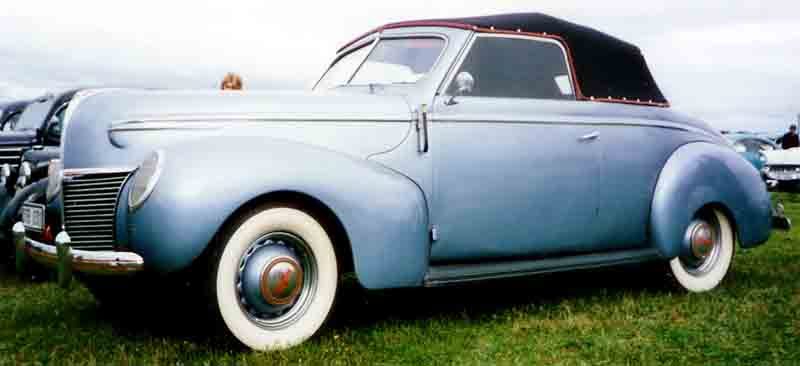
コンバーチブル（1939年型）。最初期モデルで、外観・構造はフォードとの近縁性が強い

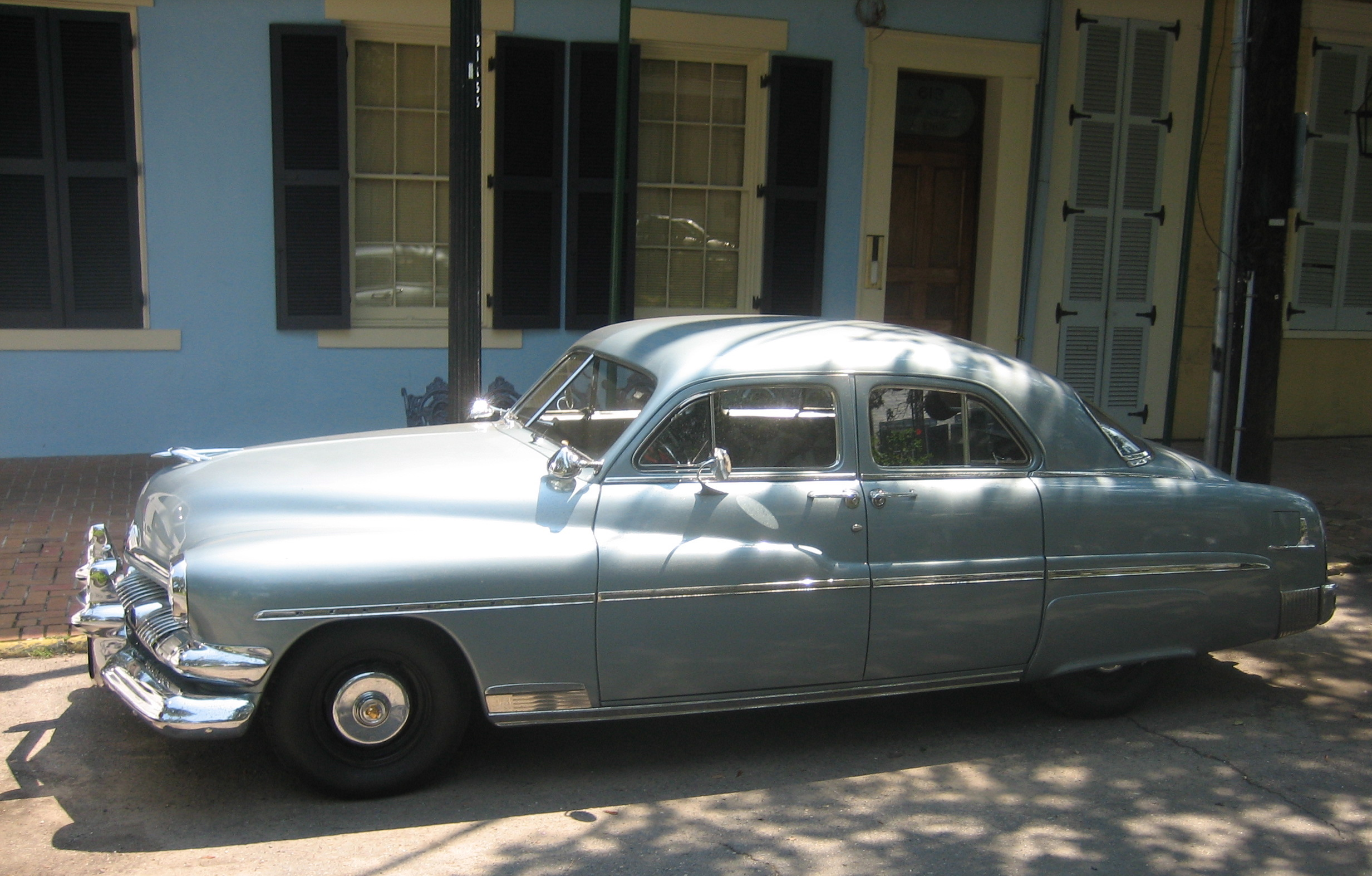
エイト（1951年型）。1949年以降のモデルはリンカーンとの関係が強まり、1949-51年モデルではボディパネル共用にまで及んだ

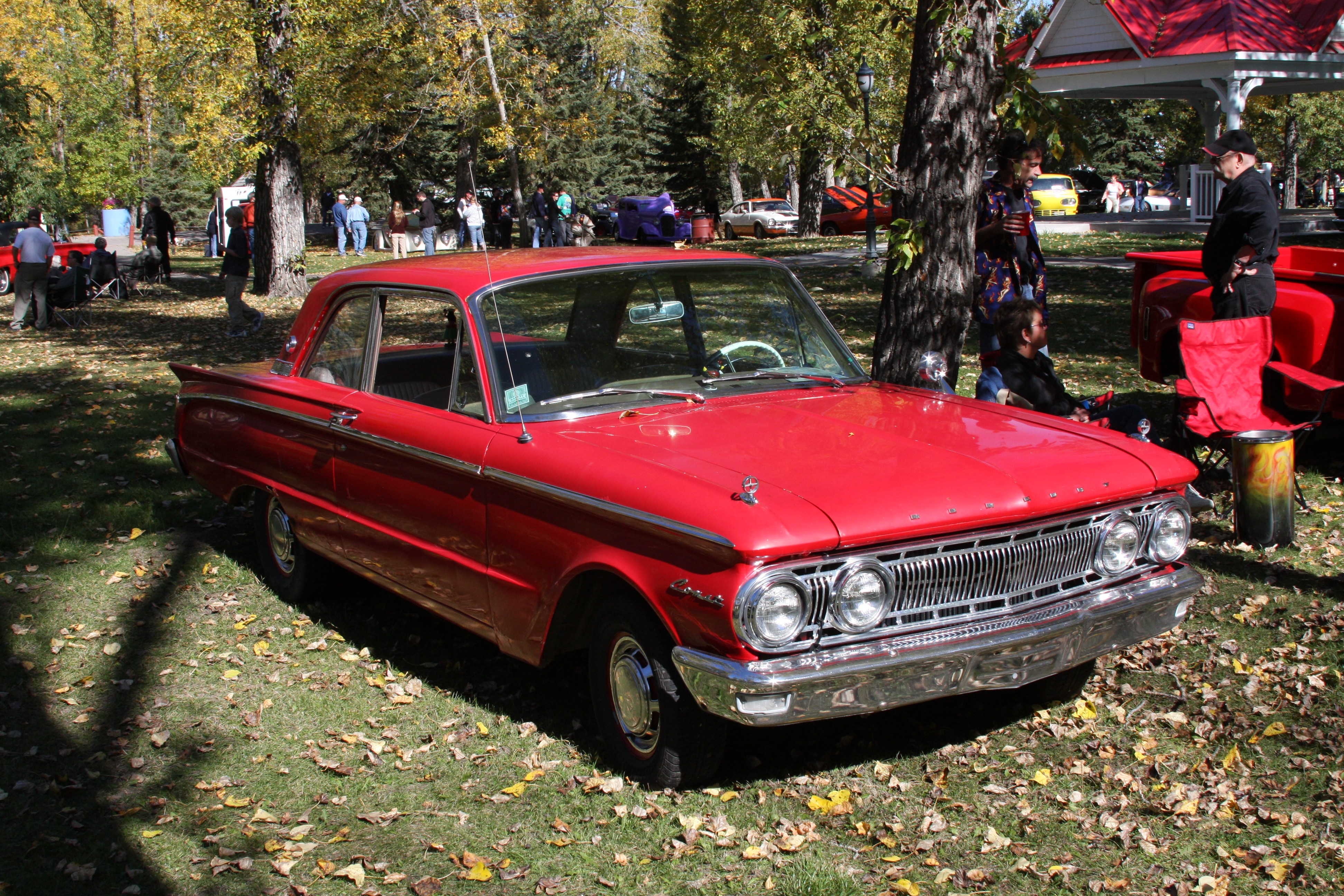
コメット（1962年型）。フォードのコンパクトカー「ファルコン」ベースの豪華版。V8搭載で一貫していたマーキュリーでは初の6気筒車

1930年代に至るまで、フォード・モーターには大衆車のラインナップを担う「フォード」、そして高級車のラインナップを担う「リンカーン」の2ブランドしか存在しなかった。しかしフォード・モーターのライバルのゼネラルモーターズ（GM）は、中級車だけをとっても「ビュイック」、「オールズモビル」、「ポンティアック」の3ブランドを擁しており、対GM戦略上、フォード・モーターも新たに中級車ブランドを立ち上げる必要に迫られていた。
無論フォード・モーターも中級車市場の伸びに手をこまねいていたわけではなく、GMが『廉価なキャデラック』というスタンスで製造・販売していた「ラサール」への対抗車種として「リンカーン・ゼファー」を投入するなどの対策は取っていたが、GMのビュイックが「40型」というモデルの投入によって全米4位にまで上りつめたという事態を受け、フォード・モーターも中級車市場対策に本腰を入れるべく新車種の投入を決断する。

### 発表
1938年6月に、フォード・モーターの社長エドセル・フォードは自社の幹部に新投入する中級車、「フォード・マーキュリー」を公開した。この車種はリンカーン・ゼファーとフォード・デラックスの中間的な価格帯を埋める目的で作られたが、当初の予定ではあくまでフォード・ブランドの最上級車種という位置付けだった。
しかしこの年の11月にはマーキュリーは独立ブランドとされ、マーキュリー・エイトというモデル名で発売されたが、当初はマーキュリー・ブランド固有のネームバッジもなく、ホイールキャップには『フォード・マーキュリー』の文字が残されており、マーキュリー・エイトという車種の出発点がフォード・ブランドにあることを印象付けていたという。
構造面では従来からのフォードの拡大強化版とも言うべきもので、フォードとほとんど同一の前後固定軸シャーシに、当時のフォードのセールスポイントであった（中級以下の自動車としては高度かつ高出力な）V型8気筒エンジンを排気量拡大して搭載し、動力性能を向上した。外観では、フォードと同様なトレンドを用いながらもボディプレスの曲面仕上げが繊細になり、モール類も増やされていた。この傾向は戦前型の設計を踏襲した1948年モデルまで一貫していた。最高速度90マイル/h級の性能は、当時競合する中級車各車と十分に比肩しうるものであった。

### リンカーン・マーキュリー部門
しかしフォード・ブランドの上級ブランドとしてスタートしたマーキュリーは次第にリンカーン・ブランドの弟分的性格を強めていき、第二次世界大戦中の民生用自動車製造中止の時期を経た1945年に、フォード・モーターの社内でマーキュリーとリンカーンの両部門が統合され、『リンカーン・マーキュリー部門』となった。
1950年代の好景気を元に販売台数を伸ばす中、1958年に新車種「エドセル」が独立ブランドのもとに発売され、『マーキュリー・エドセル・リンカーン部門』になったが、1960年のエドセルの発売中止に伴い、当時のフォード2世会長の指示のもと、再び『リンカーン・マーキュリー部門』に戻り、この体制がブランドの廃止まで続いた。

### 差別化の成功

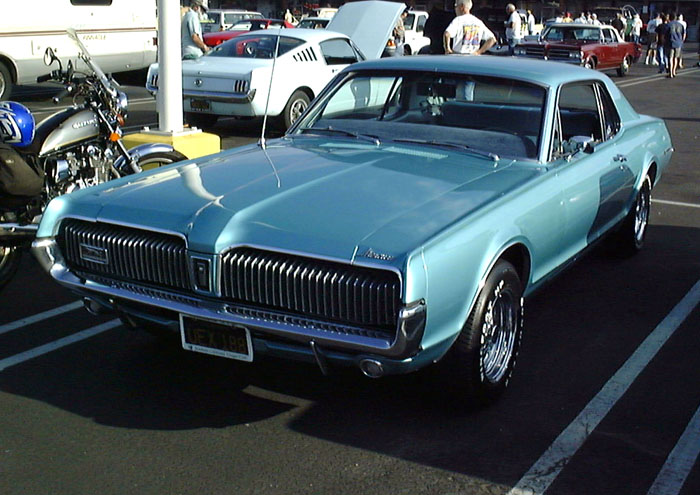
クーガー（1967年型）。フォードの人気スポーティカー「マスタング」をベースとして延長・リデザインしたスポーツモデル

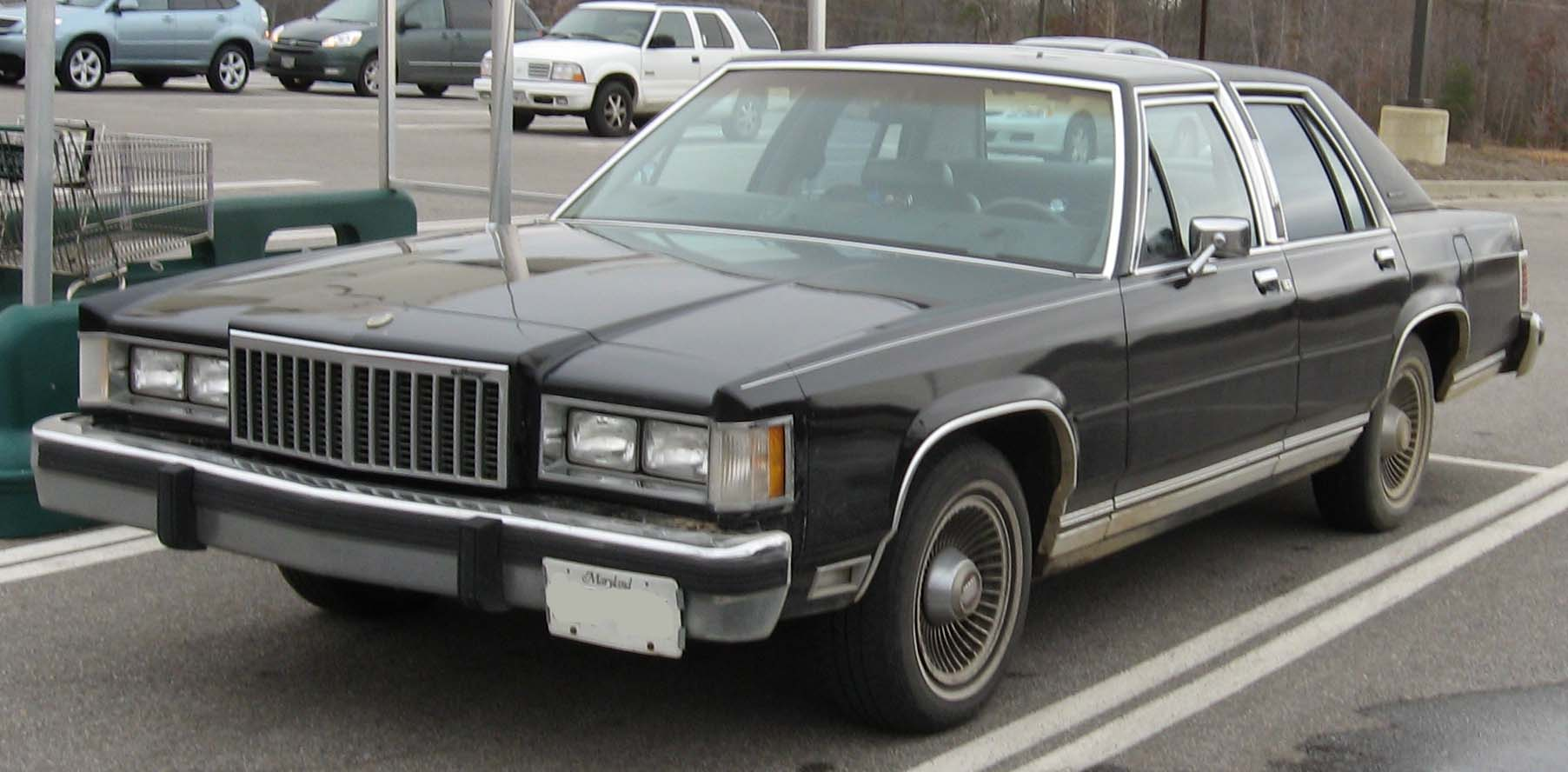
グランドマーキー（1983年型）

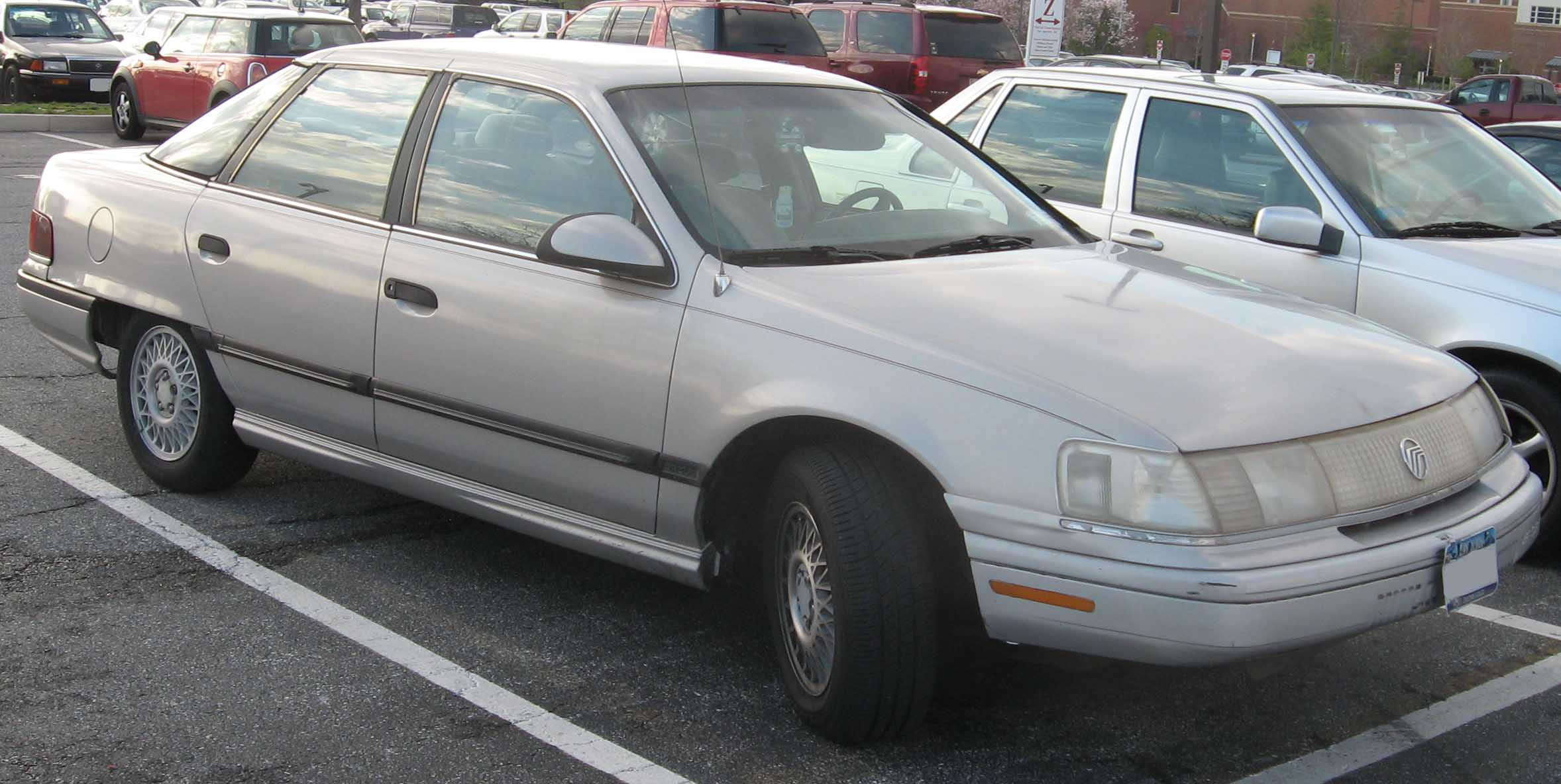
セーブル（1988年型）

以上の通りマーキュリー（そして消滅したエドセルも）はリンカーンとは異なり、独立した別メーカーの吸収ではなく、車種の多様化という目的のもとにフォード・モーター内で一から立ち上げられたブランドである。フォードで開発された共通のプラットフォームは使うものの、デザインに多少の変更を加え、別ブランドでより高価格で売るという手軽な手法は成功を収め、同様の手法は後に「ホンダ」が「アキュラ」を、「トヨタ」が「レクサス」を立ち上げる際に模倣された。
1960年代にフォード・モーターがリー・アイアコッカ社長時代に入ると、「クーガー」などの独自のデザインを持つスペシャリティーカーを導入し、差別化に成功し販売台数を伸ばすこととなった。しかし1970年代の後半に入ると、2度にわたるオイルショックの影響で大型車やスペシャリティーカーの売り上げが減少した上、日本車との競合を受けてその車種戦略は揺れ動くこととなる。
その後1980年代に入ると、上記の「クーガー」や、「フォード・クラウンビクトリア」のバッジエンジニアリング車種である「グランドマーキー」や、「フォード・トーラス」のバッジエンジニアリング車種である「セーブル」などの量販車種が一定の売り上げを確保し、ブランドの屋台骨を支えることとなった。

### 不振
マーキュリーはその長い歴史の中で、『フォード・ブランドの兄貴分』という性格と『リンカーンの弟分』という性格の間を揺れ動き続けていたが、やがてマーキュリーはフォード・ブランドとの明らかな違いを打ち出せなくなり、販売不振に悩むことになる。マーキュリーは1993年に48万台以上の売り上げを達成していたが、その後2000年代に入り売り上げの下落が続き、最盛期の半分を割る20万台にまで売り上げが落ち込んだ。1999年にはカナダ市場から撤退し、アメリカでも2007年末に最後のマーキュリー専売ディーラーが閉店してリンカーンとの併売ディーラーのみとなった。2010年時点でマーキュリーブランドのラインアップは4車種にまで減った。

### 終焉

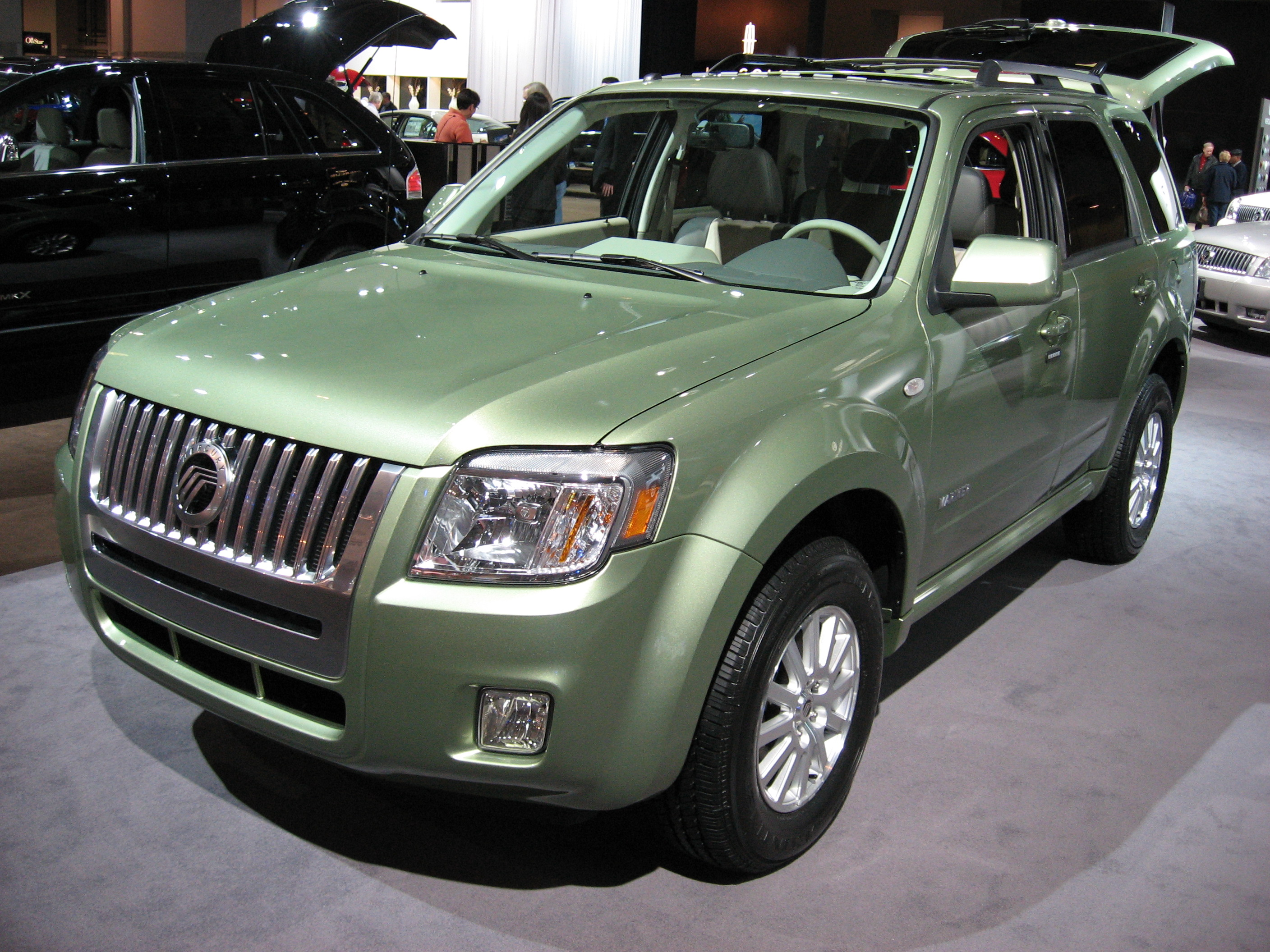
マリナー（2008年型）

このような状況からマーキュリーブランドの廃止がたびたび囁かれていたが、2008年7月にフォード・モーターは小型車に注力する新戦略を発表し、その中で北米地域ではフォード、リンカーン、マーキュリーの3ブランドを引き続き維持するとしていた。また、フォード・フォーカスと同じグローバル・コンパクトカー・プラットフォームをベースとする新しい小型車を、2011年初めにマーキュリーブランドで発表する計画もあった。しかし、2010年6月2日、フォードはマーキュリーブランドを閉鎖し、フォードブランドおよび今後拡大を図るリンカーンブランドに注力することを正式に発表した。2010年10月3日に、一般向け最後の1台である「マリナー」をカンザスシティの工場で完成させた。アメリカ政府やアメリカ海軍、レンタカー会社向けに少数のマーキュリーモデルの製造が続いたがそれも短期間で、2011年1月4日午前7時46分、グランドマーキー・アルティメート・エディションの最後の1台がカナダ・セントトーマス工場を後にしたことで、ブランドの歴史に幕を閉じた 。

## 車種一覧
日産自動車との合弁事業であったヴィレジャーを除いて、その後期には全てフォードブランドのバッジエンジニアリング車であった。装備や内装を高級化して若干高めの価格設定にしているものの、外観上の相違点はエンブレムとグリル、およびヘッドライト位であるものが多い。またブランド名の頭文字である「M」に因んで車名の頭文字に「M」が付く車種が多い。

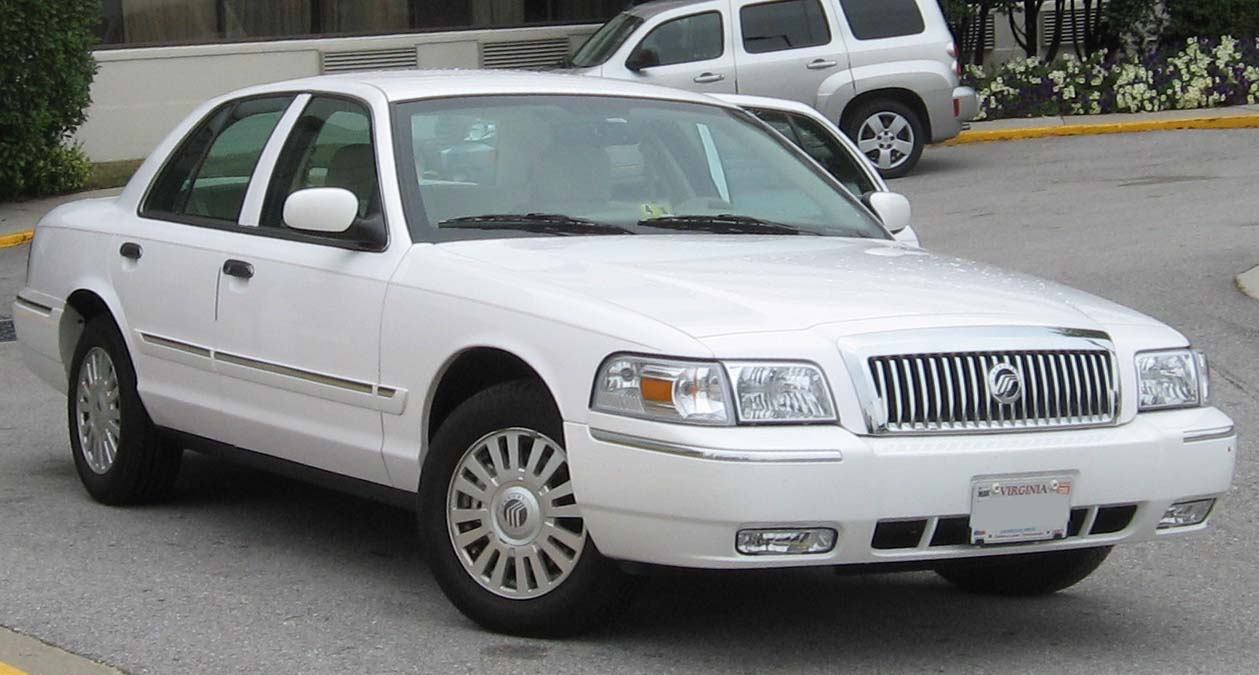
グランドマーキー（2008年型）

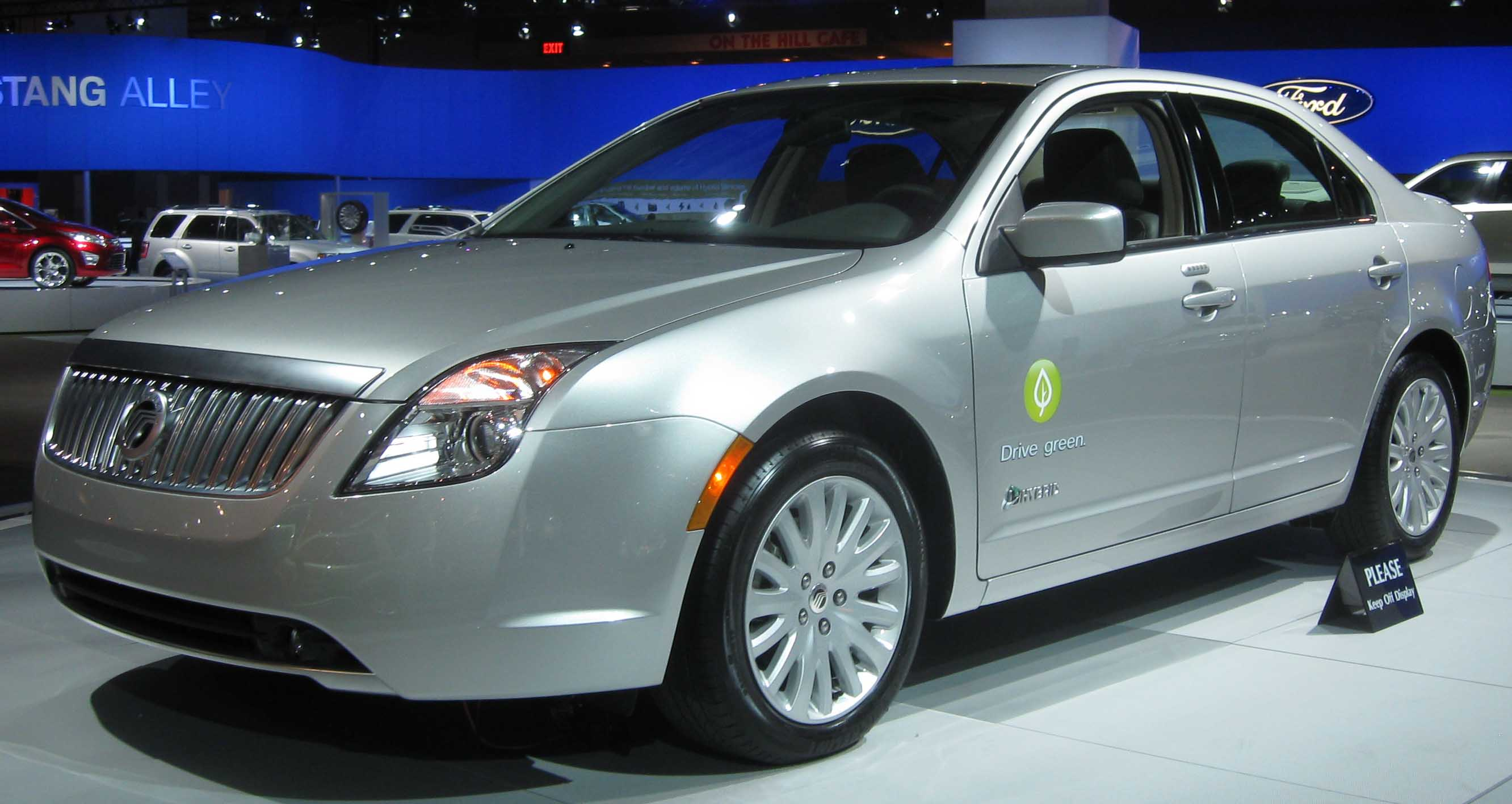
ミランハイブリッド（2010年型）

### 主な生産終了車種
- ボブキャット(Bobcat)：フォード・ピントの姉妹車
- カプリ(Capri)：フォード・マスタングの姉妹車
- コロニーパーク(Colony Park)
- コメット(Comet)：フォード・ファルコンの姉妹車
- サイクロン(Cyclone)：モンテゴの高性能版
- クーガー(Couger)：マスタング及びサンダーバード・モンデオの姉妹車
- エイト(Eight)
- LN7：フォード・EXPの姉妹車
- リンクス(Lynx)：フォード・エスコート（北米版）の姉妹車でボブキャットの後継車
- マローダー(Marauder)
- マーキス(Marquis)
- ミティア(Meteor)
- モナーク(Monarch)：フォード・グラナダとリンカーン・ベルサイユの姉妹車
- モントクレア(Montclair)
- モンテゴ(Montego)：フォード・トリノまたはフォード・ファイブハンドレッドの姉妹車
- モントレー(Monterey)：フォード・フリースターの姉妹車。2007年モデルを最後に販売終了
- ミスティーク(Mystique)：フォード・コントゥアの姉妹車
- パークレーン(Park Lane)
- セーブル(Sable)：フォード・トーラスの姉妹車。2009年4月を以って生産中止
- トレーサー(Tracer)：フォード・エスコート（北米版）の姉妹車でリンクスの後継車
- トパーズ(Topaz)：フォード・テンポの姉妹車
- ヴィレジャー(Villager)：日産・クエストの姉妹車
- ゼファー(Zephyr)：フォード・フェアモントの姉妹車
- ミラン(Milan)：フォード・フュージョンの姉妹車
- マリナー(Mariner)：フォード・エスケープとマツダ・トリビュートの姉妹車
- マウンテニア(Mountaineer)：フォード・エクスプローラーの姉妹車
- グランドマーキー(Grand Marquis)：フォード・クラウンビクトリアの姉妹車。